# Авдемелех

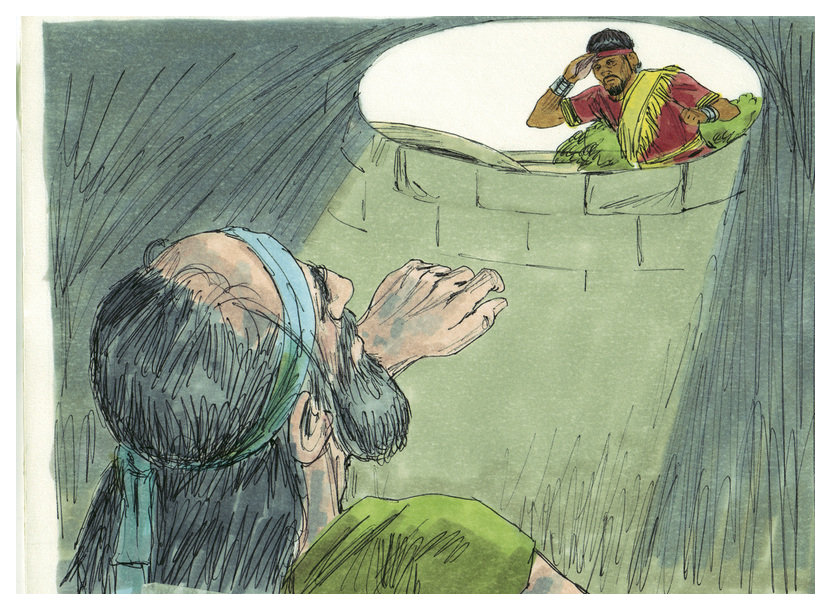
Эвед-Мелех видит Иеремию на дне колодца (Джим Паджетт, 1984)

Авдемелех или Эвед-Мелех (дословно — «раб царя» (др.-евр. עֶבֶד-מֶלֶךְ‬, лат. Abdemelech) — библейский персонаж; эфиоп-евнух царя Седекии, последнего царя Иудеи (597/6—587/6 до н. э.). Упоминается в главе 38 Книге пророка Иеремии.
Родом Авдемелех из царства Куш в Эфиопии. Потомок Хуша. Как повествует Библия, Авдемелех был другом пророка.
По его ходатайству и с согласия царя Седекии он вытащил пророка Иеремию из ямы, в которую его бросили князья Иерусалима за то, что он обличал пороки царей и народа; с риском для жизни предсказывал осаду (597 г. до н. э.), падение Иерусалима и разрушение Храма — Божью кару за служение чужим богам.
В награду за этот поступок получил от Бога обещание, что останется жив и спасён от смерти при взятии Иерусалима вавилонянами (Иер. 38:7—13, 39:15—18). Возможно, именно на это лицо и намекает Иисус в Евангелии от Матфея, в следующих словах: 

«кто принимает пророка во имя пророка, получит награду пророка, и кто принимает праведника во имя праведника, получит награду праведника»— Мат.10:41
.